# Peter Glynn
Pour les articles homonymes, voir Glynn.
Ne pas confondre avec Peter W. Glynn, professeur de biologie marine à l’Université de Miami.
Peter Winston Gunnar Glynn (né en 1978) est un mathématicien américain travaillant sur la recherche opérationnelle. Il est professeur à l'Université Stanford . 

## Formation et carrière
Il a obtenu un baccalauréat en mathématiques de l'Université Carleton en 1978. Il a obtenu son doctorat en recherche opérationnelle de l'Université Stanford sous la direction de Donald Iglehart en 1982 avec une thèse intitulée « Simulation Output Analysis for General State Space Markov Chains ». En 1982, il est devenu professeur adjoint à l'Université du Wisconsin à Madison, professeur agrégé en 1987 et professeur de recherche opérationnelle à l'Université Stanford en 1994. De 2006 à 2010, il est directeur de l'Institut de génie informatique et mathématique. Il est professeur d'ingénierie Thomas Ford à la faculté des sciences de la gestion et de l'ingénierie de l'université Stanford. 
Il traite de la théorie des files d'attente, de l'inférence statistique, des processus stochastiques, de la modélisation et des simulations stochastiques, de la théorie des probabilités numériques (probabilité numérique). 

## Prix et distinctions
En 2010, il a reçu le prix de théorie John-von-Neumann pour « ses contributions exceptionnelles à la théorie de la probabilité appliquée et à la simulation stochastique » avec Søren Asmussen, « pour leurs contributions remarquables à la théorie de la probabilité appliquée et à la simulation stochastique ». Il est membre de l'Institute for Operations Research and the Management Sciences (INFORMS), de l'Institut de statistique mathématique et de l'Académie nationale d'ingénierie des États-Unis .

## Publications
- avec Søren Asmussen: « Simulation stochastique : algorithmes et analyse », Springer Verlag 2007